# Przybyłowice
Przybyłowice (niem. Triebelwitz)  – wieś w Polsce położona w województwie dolnośląskim, w powiecie jaworskim, w gminie Męcinka.
Miejscowość położona jest na równinie Jawora, na wysokości 165 m n.p.m., 11 km na północ od Jawora.
We wsi jest przystanek kolejowy Przybyłowice.
W latach 1975–1998 miejscowość administracyjnie należała do województwa legnickiego.

## Nazwa
Nazwa należy do grupy nazw patronomicznych i pochodzi od staropolskiego męskiego imienia założyciela lub właściciela miejscowości Przybyła derywatu imienia Przybysław. Imię to złożone jest z dwóch członów Przyby- („przybyć, przybywać”) oraz -sław („sława”) oznaczało „ten, który przynosi sławę”. Niemiecki językoznawca Heinrich Adamy w swoim dziele o nazwach miejscowości na Śląsku wydanym w 1888 roku we Wrocławiu wymienia jako najstarszą zanotowaną nazwę miejscowości Pribilovici podając jej znaczenie „Dorf des Pribil”, czyli po polsku „Wieś Przybyła, Przybysława”.
W dokumencie z 1217 roku wydanym przez biskupa wrocławskiego Lorenza miejscowość wymieniona jest w zlatynizowanej, staropolskiej formie „Pribilovici”. W 1295 w kronice łacińskiej Liber fundationis episcopatus Vratislaviensis (pol. Księga uposażeń biskupstwa wrocławskiego) miejscowość wymieniona jest jako Triblowitz. W roku 1376 miejscowość zanotowano jako Trebelwicz.

## Ochotnicza Straż Pożarna
Na terenie wsi działa Ochotnicza Straż Pożarna typu S-1.

## Transport
W miejscowości zatrzymuje się szynobus Kolei Dolnośląskich relacji Legnica – Kłodzko Miasto.

## Ludzie
- Bronisław Zuber – nauczyciel, organizator i dyrektor szkoły podstawowej w Przybyłowicach, ojciec Ryszarda Zubera[12].

- Czesław Zuber (ur. 26 maja 1948 w Przybyłowicach) – rzeźbiarz, ceramik, szklarz, malarz, ilustrator i projektant[13].